# ミュッケ
ミュッケ (ドイツ語: Mücke) は、ドイツ連邦共和国ヘッセン州中央部フォーゲルスベルク郡の町村（以下、本項では便宜上「町」と記述する）である。
この町の名前は、ケルト語を起源とする。 "much" あるいは "mack" は「湿った」「湿地の」を意味する。この地域と結びついて Mücke の名前が初めて登場するのは 1482年のメルラウ教区の租税リストである。1972年の市町村再編までミュッケという名前の村落は存在しなかったのだが、フォーゲルスベルク鉄道ギーセン - フルダ線の駅や郵便上の地区呼称として「ミュッケ」という名が使われていた。

## 地理

### 位置
ミュッケは、ウンテラー・フォゲルスベルク北西の高度 200 m から 350 m に位置する。この町は、ラーン川の支流であるオーム川およびその南岸支流であるゼーンバッハ川、さらにその支流であるイルスバッハ川に面している。アッツェンハイン集落は、西に向かってラーン川に流れ込むルムダ川沿いの、いわゆるルムダ高地に位置する。その西側の同じ高地にはベルンスフェルト集落がある。

### 隣接する市町村
ミュッケは、北はホムベルク (オーム)、北東はゲミュンデン (フェルダ)、東はフェルダタールおよびウルリヒシュタイン（以上、4市町村はいずれもフォーゲルスベルク郡）、南はラウバッハ、西はグリューンベルク（両市はギーセン郡）と境を接している。

### 自治体の構成
ミュッケは、他の多くの町村同様、ヘッセン州の地域再編によって 1972年1月1日に、それまで独立していた 12 の町村が合併して成立した。
| - アッツェンハイン - ベルンスフェルト - フレンズンゲン - グロース＝アイヒェン - ヘッカースドルフ - イルスドルフ | - メルラウ（行政機関所在地、キルシュガルテン集落を含む） - ニーダー＝オーメン（ヴィントハイン集落を含む） - オーバー＝オーメン - ルッパーテンロート - ゼルンロート（シュミッテン集落を含む） - ヴェットザーゼン |

ニーダー＝オーメンは、人口約 2,800人の最大地区である。イルスドルフ地区は特殊な地区である。地域再編までイルスドルフ地区の一部は旧アルスフェルト郡、残りの部分はゾルム＝イルスドルフとして旧ギーセン郡の一部であった。これは、イルスドルフがヘッセン方伯領のオーバーヘッセン管区であったのに対して、ゾルム＝イルスドルフはゾルムス伯の所領であったことに起因している。この地区が 2つの部分に分かれていたことは、現在も、墓地が昔ながらに 2カ所あることなどから明らかである。
フレンズンゲン集落は、ヘッセン州の地理上の中心点にあたる。

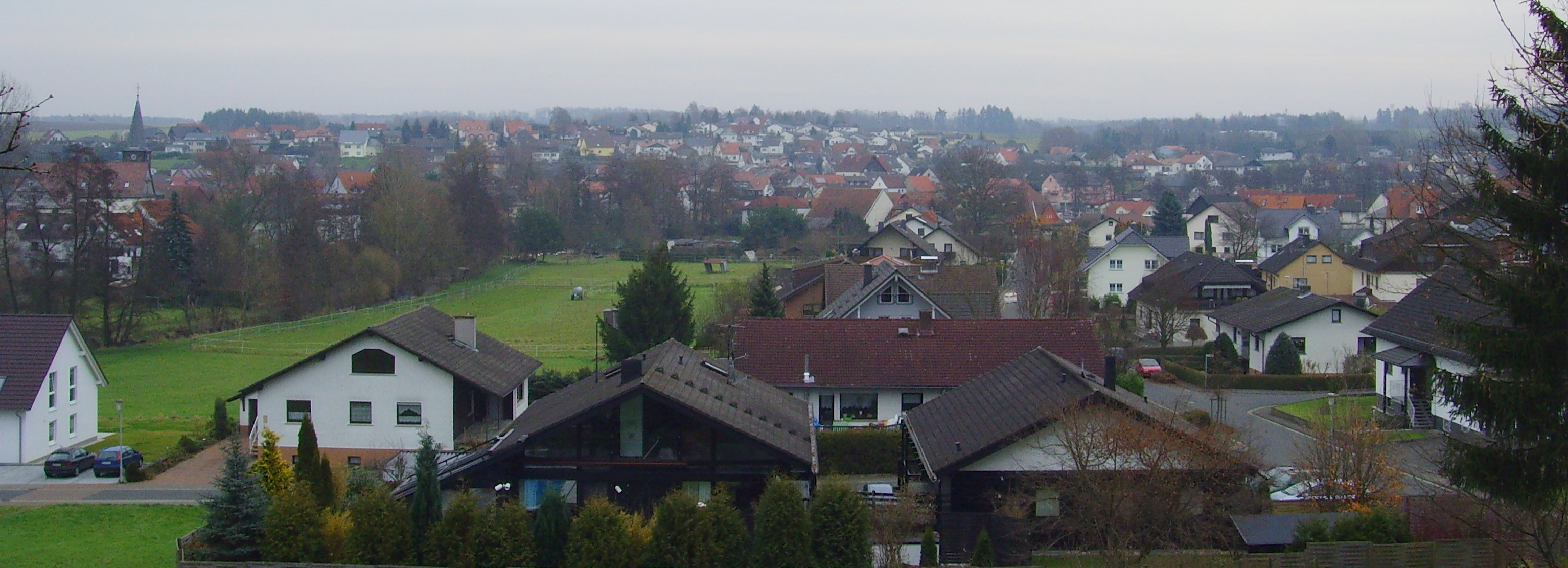
ニーダー＝オーメン地区

### 町村合併
1971年9月1日にフレンズンゲンとメルラウ（キルシュガルテン集落を含む）が合併して新しい自治体ミュッケが成立した。同年10月1日、ヘッケンスドルフ、ルッパーテンロート、ゼルンロート、シュミッテンが編入された。さらに同年12月31日にアッツェンハイン、グロース＝アイヒェンと、ニーダー＝オーメンを含むミュッケ、およびベルンスフェルトとヴェットザーゼンを含むオーバー＝オーメンが合併して現在の自治体ミュッケが成立した。

## 歴史

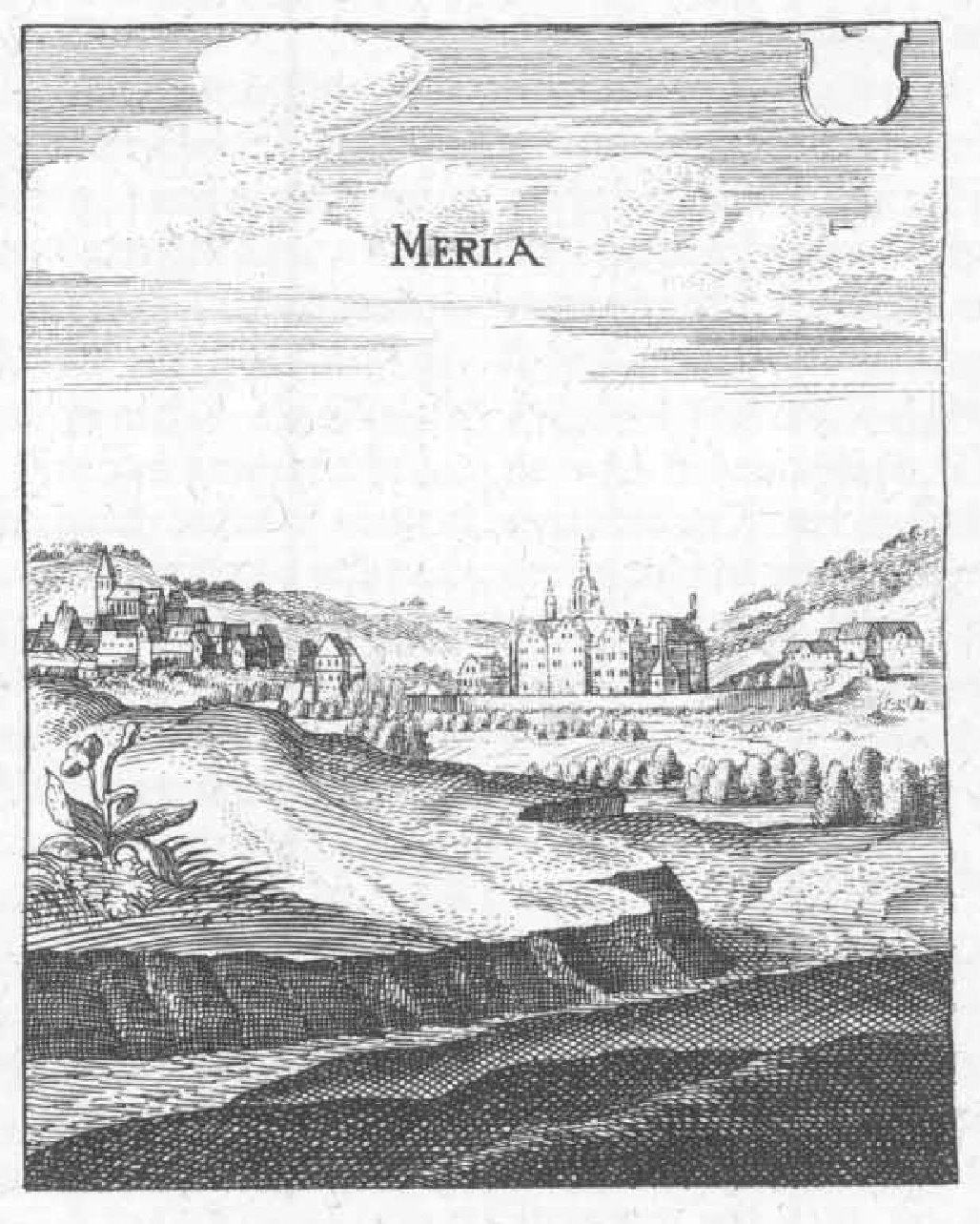
1655年出版のマテウス・メーリアンの銅版画に描かれたメルラウ

ヘッセン＝カッセル方伯ヴィルヘルム4世と新しいマインツ大司教ヴォルフガング・フォン・ダルベルクは、1583年にメルラウで、メルラウアー協定を締結した。これは、当時マインツ大司教の支配下に留まっていたヘッセン北部のほぼすべての所領をヘッセン＝カッセル方伯領とする一方、方伯のアイヒスフェルト地方での権利請求を放棄するという内容であった。

## 行政

### 議会
ミュッケの町議会は、31議席からなる。

## 文化と見所

### 余暇
ミュッケには、サウナを併設した屋内プールがある。この施設は、2007年7月に一旦閉鎖されたが、全面改装後、2010年5月1日に「アクアリオーム」という名前で再開された。
ルッパーテンロートとメルラウにあるドイツ赤十字社ミュッケ支部のキリスト教セミナー・会議場フレンズンゲンホーフは、余暇施設として利用可能である。また、すべての地区に地区集会所（公民館）があり、様々な行事に利用することができる。この町では、多彩なサークル活動が行われている。航空スポーツグループ・ミュッケは、ニーダー＝オーメン地区のクラッツベルクに模型飛行機用飛行場を有している。また、アッツェンハイン地区には、乗馬ホールや馬場を持つ乗馬・騎行クラブ・ミュッケがある。

## 経済と社会資本

### 交通
ミュッケは、町内のアウトバーン A5号線のホムベルク (オーム) インターチェンジや、町内を走る連邦道 B49号線が利用できる大変に交通の便が良い立地にある。アウトバーンのインターチェンジ付近には、長距離トラック用の駐車スペースを包含した工業地区「アム・ゴッテスライン」がある。また、メルラウ地区とニーダー＝オーメン地区にはフォーゲルスベルク鉄道の駅がある。

### 教育
この町には、7園の幼稚園、2校の基礎課程学校、ニーダー＝オーメン地区に 1校の総合学校（ただしギムナジウムの上級3学年を除く）と、教育を受けた専門的な人材がいるソーシャル・ステーションがある。

## 人物

### ゆかりの人物
- コーラ・シュテファン（1951年 - ）エッセイスト。アンネ・シャプレのペンネームで推理作家としても知られている。
- ハラルト・レッシュ（1960年 - ）物理学者、科学ジャーナリスト。ニーダー＝オーメンで育った。